# Аргонавт (пароход, 1859)
«Аргонавт» — товаро-пассажирский колёсный пароход РОПиТ, затем пароход активной обороны Черноморского флота Российской империи, участник русско-турецкой войны 1877—1878 годов. В РОПиТ пароход использовался в качестве коммерческого судна, во время несения службы в составе Российского императорского флота принимал активное участие в крейсерских операциях флота на турецких коммуникациях в Чёрном море, а в последние годы службы эксплуатировался как понтон.

## Описание судна
Колёсный пароход с железным корпусом водоизмещением 615 тонн. Длина судна составляла 62,79 метра, ширина — 7,62 метра, а осадка 3,2 метра. На судне была установлена одна наклонная 2-цилиндровая паровая машина простого расширения мощностью 160 номинальных лошадиных сил, что составляло 640 индикаторных лошадиных сил, и два цилиндрических паровых котла, в качестве движителя использовались два бортовых гребных колеса и паруса. Все механизмы на пароходе были производства компании John Penn & Sons. Максимальная скорость парохода могла достигать 12,5—13 узлов.
Вооружение парохода во время русско-турецкой войны 1877—1878 годов состояло из одной 152-миллиметровой мортиры образца 1867 года, и по сведениям из различных источников либо из одной пушки Энгстрема и пяти шестовых и буксируемых мин, либо из двух 4-фунтовых пушек образца 1867 года и одной пушки Гатлинга. 

## История службы
Пароход «Аргонавт» был заказан в Англии в 1858 году на верфи компании Samuda Brothers в Попларе и после спуска на воду в 1859 году использовался РОПиТ в качестве товаро-пассажирского парохода на Чёрном море.
25 декабря 1876 (6 января 1877) года пароход был арендован в Одессе у РОПиТ Морским ведомством и после вооружения включён в состав Черноморского флота России в качестве парохода активной обороны. На время русско-турецкой войны 1877—1878 годов судно было передано в распоряжение прибрежной обороны Очакова, однако до начала военных действий принимало участие в эвакуации русского посольства из Константинополя в Одессу.
В кампанию 1877 года весной и летом пароход активно использовался в крейсерских операциях на коммуникациях противника и производил морскую рекогносцировку. Несколько раз принимал участие в безрезультатных перестрелках с турецкими броненосцами. Так 2 (14) мая 1877 года пароход под командованием капитан-лейтенанта  П. П. Снетова и под брейд-вымпелом командира очаковского отряда капитана 1-го ранга И. О. Дефабра вышел из Очакова и обогнув Кинбурнскую косу доставил почту на Тендровский маяк, после чего, обойдя с южной и восточной сторон остров Фидониси, пришёл к Сулину с целью разведки. В районе Сулина экипажем парохода было обнаружено большое количество коммерческих судов и четыре однотрубных двухмачтовых турецких броненосца, включая один под вице-адмиральским флагом. Три из четырёх неприятельских судов снялись с якоря и начали преследование парохода. Последний взяв курс на Одессу и после непродолжительной перестрелки, не причинившей вреда ни одной из сторон, сумел оторваться, а к 5:30 2 (14) мая 1877 года вернулся с результатами проведённой разведки в Очаков. По итогам разведывательной операции командир парохода получил благодарность за подписью командующего Черноморским флотом адмирала Н. А. Аркаса.
В июле того же года находился в составе эскадры под командованием контр-адмирала Н. М. Чихачёва, которая совершила поход к Дунайским гирлам.
12 (24) сентября 1877 года пароход пришёл в Николаев, где был сдан на хранение. По окончании войны 4 (16) марта 1878 года пароход был возвращён РОПиТ и вновь использовался как товаро-пассажирский пароход.
В 1893 году пароход «Аргонавт» был переоборудован в понтон, который в 1903 году был продан.